# Marcos Joaquim dos Santos
Marcos Joaquim dos Santos, também conhecido por Marcos, (Caruaru, 14 de setembro de 1975), é um ex-futebolista brasileiro que atuava como zagueiro.

## Carreira
Revelado pelo Porto-PE, time conhecido da região por ser um dos melhores reveladores de jogadores do Nordeste, foi para o Rio Ave-POR, onde se transferiu para os grandes clubes europeus PSV Eindhoven da Holanda e Sporting de Portugal. Em seguida, foi para o Vitória, Estrela da Amadora, Vasco da Gama e Paraná Clube, até parar no Atlético Mineiro por meio do técnico Lori Sandri.
Desde sua chegada ao Atlético, Marcos se destacou por exercer importante papel de liderança junto aos demais jogadores na campanha da segunda divisão em 2006, onde o Atlético sagrou-se campeão e retornou a primeira divisão do futebol brasileiro.
Em 2007, Marcos foi titular absoluto ao lado de Lima e posteriormente Leandro Almeida. No primeiro semestre de 2008, Marcos não demonstrou estar em boa forma e foi afastado sem sequer ser relacionado para diversas partidas pelo técnico Alexandre Gallo. Com a chegada do treinador Marcelo Oliveira, o jogador voltou a ser titular do Atlético em algumas partidas do Campeonato Brasileiro.
Em agosto de 2009, teve um problema na costela e parou por tempo indeterminado para tratamento.
Em 2014, o Clube Atlético Mineiro foi condenado pelo Tribunal Superior do Trabalho a restabelecer o contrato de trabalho com o ex-zagueiro Marcos, que lesionou a coluna durante um treino. No entanto, o clube alegou que o zagueiro já era portador de doença degenerativa antes de entrar no clube.

## Títulos
Rio Ave POR
- Campeonato Português Segunda Divisão: 1995-96

PSV HOL
- Supercopa da Holanda: 1999

Sporting POR
- Campeonato Português: 1999-00

Vitória
- Campeonato Baiano: 2002, 2003
- Copa do Nordeste de Futebol: 2003

Atlético Mineiro
- Campeonato Brasileiro - Série B: 2006
- Campeonato Mineiro Módulo I: 2007
- Taça Classico dos 200 anos: 2008